# Gliese 581 (planetarni sustav)
Planetarni sustav Gliese 581 je gravitacijski vezan sustav koji sadrži zvijezdu Gliese 581 i objekte koji je okružuju. Poznato je da se sustav sastoji od najmanje četiri planeta, zajedno s diskom krhotina otkrivenim metodom radijalne brzine. Značajnost sustava posljedica je prije svega ranih egzoplanetoloških otkrića, između 2008. i 2010., mogućih zemaljskih planeta koji orbitiraju unutar njegove naseljene zone i relativno neposredne blizine Sunčevog sustava s udaljenosti 20 svjetlosnih godina. Međutim, njegova povijest promatranja kontroverzna je zbog lažnih otkrivanja i pretpostavki, a metodom radijalne brzine daje se malo informacija o samim planetima iznad njihove mase. 
Vjeruje se da se potvrđeni planeti nalaze blizu zvijezde s gotovo kružnim orbitama. U razmaku od zvijezde to su Gliese 581e, Gliese 581b i Gliese 581c. Slova predstavljaju red otkrića, s tim da je b prvi otkriveni planet. 

## Gliese 581
Gliese 581 je zvijezda spektralnog tipa M3V ( crveni patuljak ) udaljena dvadeset svjetlosnih godina od Zemlje u zviježđu Vaga. Procijenjena masa mu je oko trećine Sunca i to je 89. najbliža Suncu poznata zvijezda. 
Gliese 581 jedan je od najstarijih, najmanje aktivnih M patuljaka, a njegova niska zvjezdana aktivnost djeluje bolje od većine planeta koji zadržavaju značajnu atmosferu i od sterilizirajućih zvjezdanih baklji.
U tijeku je analiza sustava proizvela nekoliko modela za orbitaralno uređenje sustava. Ne postoji trenutni konsenzus i predloženi su modeli 3-planeta, 4-planeta, 5-planeta i 6 planeta kako bi se adresirali dostupni podaci o radijalnoj brzini. Većina ovih modela, međutim, predviđa da su unutarnji planeti imaju skoro kružne orbite, dok bi vanjski planeti, naročito Gliese 581d, ako postoje, bili na više eliptičnim orbitama. 
Modeli nastanjive zone Gliese 581 pokazuju da se proteže od oko 0,1 do 0,5 AJ uzimajući dio orbite Gliese 581d. Prva tri planeta orbitiraju bliže zvijezdi nego unutarnjem rubu nastanjene zone, a unutar nje kruže planeti d i (g).

## Planeti

### Potvrđeni

#### Gliese 581 e
Gliese 581e je najunutarnji planet i s najmanjom masom od 1,7 mase Zemlje te ima najmanju masu u sustavu. Otkriven 2009. godine, to je i najnoviji potvrđeni planet koji je otkriven u ovom sustavu. Za završetak orbite je potrebno 3,15 dana. Prve analize sugerirale su da je orbita planeta prilično eliptična, ali nakon ispravljanja mjerenja radijalne brzine za zvjezdane aktivnosti, podaci sada pokazuju kružnu orbitu.

#### Gliese 581 b
Gliese 581b je najmasovniji planet za kojeg se zna da kruži oko Gliesea 581. Prvi je otkriveni planet u tom sustavu i drugi po redu od zvijezde.

#### Gliese 581 c
Gliese 581c je treći planet u orbiti oko Gliese 581. Otkriven je u travnju 2007. U svom radu iz 2007., Udry i sur. tvrdili su da ako Gliese 581c ima sastav tipa Zemlje, imao bi radijus od 1,5 R⊕, što bi ga u to vrijeme učinilo „najsličnijim Zemlji od svih poznatih egzoplaneta“. Izravno mjerenje polumjera ne može se uzeti jer, gledano sa Zemlje, planet ne tranzitira svoju zvijezdu. Minimalna masa planeta je 5,5 puta veća od Zemljine. Planet je u početku privlačio pažnju kao potencijalno useljiv, iako je od tada nestao. Procjenjuje se da je srednja temperatura površine crnog tijela između -3 °C (za albedo nalik Veneri) i 40 °C (za zemljinog albeda), međutim, temperature bi mogle biti mnogo više (oko 500 stupnjeva Celzija) zbog efekta staklenika sličnog onome u Veneri. Neki astronomi vjeruju da je sustav možda pretrpio planetarnu migraciju, a Gliese 581c se možda stvorio izvan linije smrzavanja, sa sastavom sličnim ledenim tijelima poput Ganimeda. Gliese 581c kompletno orbitu završava za nešto manje od 13 dana.

### Nepotvrđeni

#### Gliese 581 g
Gliese 581g je nepotvrđen (i sporan) egzoplanet za kojeg se tvrdi da orbitira unutar planetarnog sustava Gliese 581, dvadeset svjetlosnih godina od Zemlje. Otkrio ga je tim Istraživanja egzoplaneta Lick-Carnegie i šesti je planet koji kruži oko zvijezde; međutim, njegovo postojanje nije mogao potvrditi istraživački tim Europskog južnog opservatorija (ESO)  i HARPS-a, a njegovo postojanje ostaje sporno. Smatra se da je blizu sredine nastanjive zone svoje zvijezde. To znači da može održati tekuću vodu - potrebnu za sve poznate oblike živote - na njenoj površini ako postoje povoljni atmosferski uvjeti na planetu. 

#### Gliese 581 d
Gliese 581d je egzoplanet koji se jednom smatrao osporavanim zbog netočne analize uzrokovane bukom i zvjezdanom aktivnošću, ali reanaliza sugerira da on zaista postoji, usprkos varijabilnosti zvijezda. Smatra se da je njegova masa 6,98 Zemlje, a njegov radijus se smatra 2,2 R ⊕. Smatra se superzemljom, ali izvanredan je po tome što se njena orbita nalazi unutar nastanjive zone i ima čvrstu površinu koja omogućava bilo kojoj vodi prisutnoj na njenoj površini da formira tekuće oceane, pa čak i kopnene mase karakteristične za Zemljinu površinu, iako s mnogo većom površinskom gravitacijom. Smatra se da je njegovo orbitalno razdoblje dugo 66,87 dana, velika poluos 0,21847, s nepotvrđenom ekscentričnošću. Analiza sugerira da se kreće oko zone zvijezda u kojoj žive, a temperature su upravo takve da podupiru život.

## Krhotinski disk
Na vanjskom rubu sustava nalazi se golemi krhotinski disk koji sadrži više kometa nego Sunčev sustav. Disk ima inklinaciju između 30° i 70°.  Ako planetarne orbite leže u istoj ravnini, njihove bi mase bile između 1,1 i 2 puta minimalne vrijednosti mase.  